# Ripley Hitchcock
Ripley Hitchcock (né James Ripley Wellman Hitchcock ; 1857–1918) fut un éminent éditeur américain. Il a édité les œuvres de Rudyard Kipling , Arthur Conan Doyle , Zane Grey , Joel Chandler Harris , Stephen Crane et Theodore Dreiser 

## Biographie
Ripley Hitchcock est né le 3 juillet 1857 dans une famille réputée, qui a longtemps joué un rôle important à Fitchburg, dans le Massachusetts . Son père était le chirurgien Alfred Hitchcock (1813-1874). 
Il a épousé Martha Barker Wolcott le 23 mai 1883 qui décéda en 1903. Il se remaria avec Helen Sanborn Sargent le 7 janvier 1914 avec laquelle il eut deux fils. 
Ripley Hitchcock est décédé à l'hôtel Park Avenue à Manhattan le 5 mai 1918.

## Vie professionnelle
Il fut diplômé de l'Université Harvard en 1877, et après avoir obtenu son diplôme, il se spécialisa en beaux-arts et en philosophie dans l'université de Harvard.Après quoi, il a suivi des cours au New York College of Physicians and Surgeons (en) pendant un an .
Il a commençé à travailler comme journaliste pour le New York Tribune, en 1882. En 1890, il devint conseiller littéraire pour D. Appleton & Company, où il édita le récit d'Edward Noyes Westcott : David Harum (1898), qui devint un best-seller, plus tard adapté au cinéma . De 1902 à 1906, il travailla pour AS Barnes en tant que vice-président. À partir de 1906, il travailla comme rédacteur pour Harper & Brothers. 
Il démasqua les détails obscènes de Stephen Crane qui avait publié en 1893, Maggie, fille des rues sous le pseudonyme de Johnston Smith, récit réaliste où abondent les dialogues truffés de jurons. L'œuvre fait scandale. Il a en outre également, souligné l'ironie de Theodore Dreiser  qui traitait des inégalités sociales, et dont l'influence sur les générations littéraires furent importante. Il a également écrit des livres sur l'art et l'histoire de l'Occident et a été membre de l'Institut national des arts et des lettres, de la Century Association (en) et de EAuthors' Club (en)

## Œuvres
- Le mouvement artistique occidental (New York, 1885)
- Une étude de George Jenness, avec un catalogue de l'exposition Jenness (1885)
- Eau-forte en Amérique (1886)
- Madones de vieux maîtres (1888)
- Quelques peintres américains à l'aquarelle : fac-similés de nouvelles œuvres de William D. Smedley [et al.] ; avec des *portraits des artistes et des représentations de leur travail en noir et blanc (1890)
- Thomas De Quincey : Une étude (1899)
- Les achats de la Louisiane, les explorations, les débuts de l'histoire, la construction de l'Ouest (1903)
- Richard Henry Stoddard : Quelques notes personnelles (1903)
- L'expédition Lewis et Clark (1905)